# Twierdza (Polska)
Twierdza – wieś w Polsce położona w województwie podkarpackim, w powiecie strzyżowskim, w gminie Frysztak.
| SIMC    | Nazwa      | Rodzaj    |
| ------- | ---------- | --------- |
| 0649829 | Za Miastem | część wsi |
| 0649835 | Za Szkołą  | część wsi |
| 0649841 | Za Torem   | część wsi |

W latach 1975–1998 miejscowość administracyjnie należała do województwa rzeszowskiego.
Wierni Kościoła rzymskokatolickiego należą do parafii Narodzenia Najświętszej Maryi Panny we Frysztaku.